# Jurandy Moura
Jurandi Moura da Silva, Jurandy Moura (Taperoá, 28 de março de 1940 – Bayeux, 11 de novembro de 1980) foi um jornalista, poeta e cineasta paraibano.

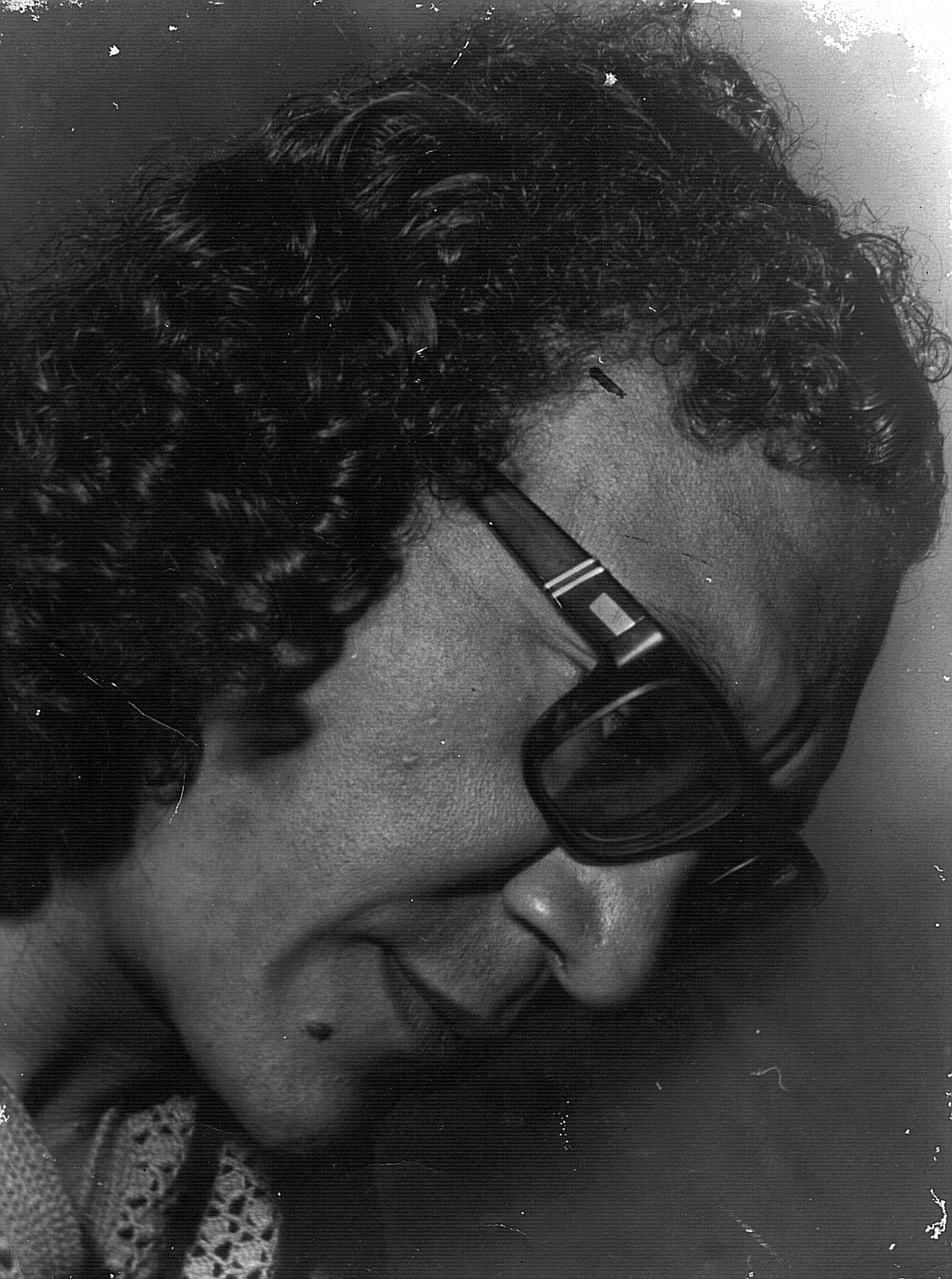
Fotografia em perfil de Jurandy Moura, jornalista, poeta e cineasta paraibano.

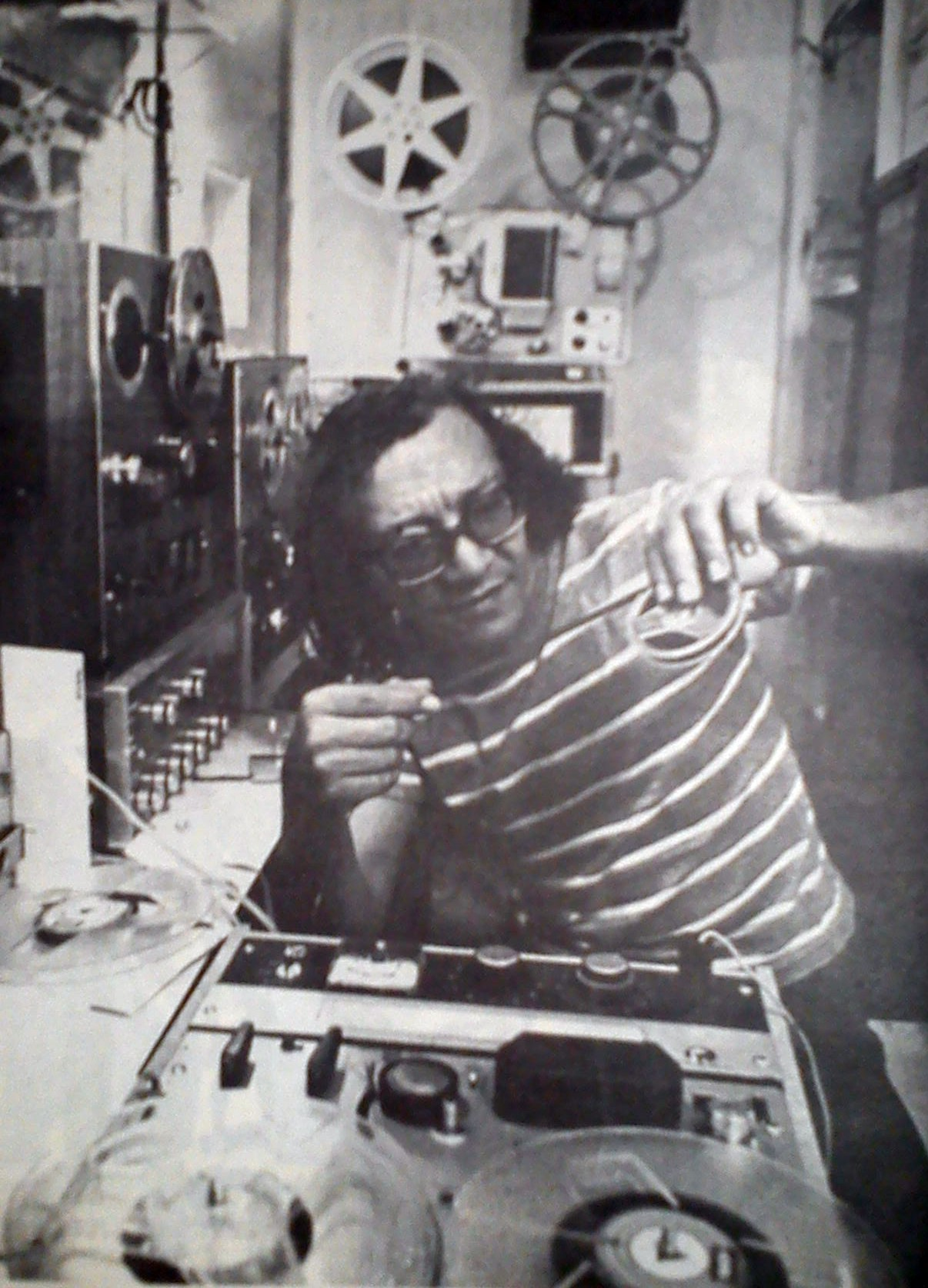
Jurnady Moura em trabalho.

## História
Nascido e criado em Taperoá – PB veio a João Pessoa, capital paraibana, concluir seus estudos no Lyceu Paraibano.
Integrou a chamada Geração 59, movimento literário que visava agitar o marasmo da vida intelectual paraibana, dando início a modernidade literária e artística na província. Publicou um livro de poesias: “A vida simples”. Trabalhou como jornalista, atuando principalmente como crítico de artes.
Nos anos 70, passou a enveredar pela cinematografia, colaborando como assistente de direção no filme de Linduarte Noronha: "O salário da morte" (1970). Em 1972, concebeu, produziu e dirigiu o filme: "Padre Zé estende a mão", documentário em 16 mm, mostrando o drama do Padre Zé Coutinho, que em sua cadeira de rodas, circulava pela cidade de João Pessoa pedido esmolas para suas obras de caridade.
"Padre Zé estende a mão", contou com a participação de Manfredo Caldas (edição) e João Córdula (fotografia). Este documentário foi agraciado com menções honrosas nos festivais de cinema de Londres e de curtas de Oberhausen, em 1974.
A partir da segunda metade da década de 70, passou a editor do Correios das Artes, suplemento do jornal A União (jornal da Paraíba). Sob sua condução, este caderno passou pelo seu período mais produtivo e influente na produção e divulgação da cultura paraibana e brasileira.
O reconhecimento deste trabalho veio em 1981, quando o Correio das Artes recebeu o prêmio de Melhor Divulgação Cultural, concedido pela Associação Paulista de Críticos de Arte, bem como, passou a integrar o acervo da Modern Language Association of America, órgão dos Estados Unidos, que cataloga as principais publicações culturais do mundo.
No fim dos anos 70, como servidor da Universidade Federal da Paraíba, foi um dos responsáveis pela implementação do Núcleo de Documentação Cinematográfica - NUDOC, que tinha como objetivo a formação de mão-de-obra cinematográfica, em associação com o Centro de Formação em Cinema Direto de Paris, para tanto, e em companhia de Pedro Santos, foram a França participar de cursos para que pudessem repassar, aqui, as técnicas cinematográficas lá apreendidas.
Em novembro de 1980, Jurandy Moura, falece tragicamente, em um acidente automobilístico na Avenida Liberdade na cidade de Bayeux – PB.
Em 1995, em comemoração do centenário da 1ª exibição cinematográfica pelos irmãos Lumière, é postumamente homenageado em razão de sua contribuição para o cinema, pela Associação Paraibana de Imprensa - API.
Com a criação da Academia Paraibana de Cinema, em 2008, torna-se imortal. Sendo, sua cadeira ocupada pelo amigo seu: Fernando Teixeira, ator de teatro e cinema.
Assista o documentário Padre Zé Estende a Mão em: https://web.archive.org/web/20140512225212/http://vimeo.com/92066955.